# Dakshin Surma
Dakshin Surma är ett underdistrikt i Bangladesh. Det ligger i den östra delen av landet, 190 km nordost om huvudstaden Dhaka.
Trakten runt Dakshin Surma består huvudsakligen av våtmarker. Runt Dakshin Surma är det mycket tätbefolkat, med 1 361 invånare per kvadratkilometer.